# Topid
Topid is een plaats in de gemeente Raša in de Kroatische provincie Istrië. De plaats telt 123 inwoners (2001).